# CMLL世界タッグチーム王座
CMLL世界タッグチーム王座は、CMLLが管理、認定している王座。

## 歴代王者
| 歴代   | タッグチーム                                                                               | 戴冠回数 | 獲得日付       | 獲得場所             |
| ------ | ------------------------------------------------------------------------------------------ | -------- | -------------- | -------------------- |
| 初代   | カネック & ドクトル・ワグナー・ジュニア                                                    | 1        | 1993年3月26日  | メキシコシティ       |
| 第2代  | ロス・カウボーイズ （エル・テハノ & シルバー・キング）                                     | 1        | 1994年12月16日 | メキシコシティ       |
| 第3代  | ザ・ヘッドハンターズ （ヘッドハンターA & ヘッドハンターB）                                 | 1        | 1995年6月30日  | メキシコシティ       |
| 第4代  | ラヨ・デ・ハリスコ・ジュニア & アトランティス                                              | 1        | 1995年11月3日  | メキシコシティ       |
| 第5代  | ホワイト・ウェーブ （エル・イホ・デ・グラディアドール & エル・グラン・マルクス・ジュニア） | 1        | 1996年8月6日   | ゲレーロ州アカプルコ |
| 第6代  | ラ・オラ・アズール （リスマルク & アトランティス）                                         | 1        | 1996年9月18日  | ゲレーロ州アカプルコ |
| 第7代  | ドクトル・ワグナー・ジュニア & シルバー・キング                                            | 1        | 1997年2月2日   | メキシコシティ       |
| 第8代  | エミリオ・チャレス・ジュニア & ドクトル・ワグナー・ジュニア                                | 1        | 1997年8月29日  | メキシコシティ       |
| 第9代  | ミステル・ニエブラ & ショッカー                                                            | 1        | 1998年1月23日  | メキシコシティ       |
| 第10代 | ロス・タリバネス （ベスティア・サルバヘ & スコルピオ・ジュニア）                           | 1        | 1998年11月13日 | メキシコシティ       |
| 第11代 | ネグロ・カサス & エル・イホ・デル・サント                                                  | 1        | 1999年2月5日   | メキシコシティ       |
| 第12代 | ロス・タリバネス （ベスティア・サルバヘ & スコルピオ・ジュニア）                           | 2        | 1999年2月26日  | メキシコシティ       |
| 第13代 | ネグロ・カサス & エル・イホ・デル・サント                                                  | 2        | 1999年4月2日   | メキシコシティ       |
| 第14代 | ロス・ゲレーロス・デル・インフェルノ （ウルティモ・ゲレーロ & レイ・ブカネロ）             | 1        | 2000年8月4日   | メキシコシティ       |
| 第15代 | ネグロ・カサス & エル・イホ・デル・サント                                                  | 3        | 2001年11月2日  | メキシコシティ       |
| 第16代 | ロス・ゲレーロス・デル・インフェルノ （ウルティモ・ゲレーロ & レイ・ブカネロ）             | 2        | 2002年5月13日  | メキシコシティ       |
| 第17代 | エレア・パーク & ショッカー                                                                | 1        | 2004年1月23日  | メキシコシティ       |
| 第18代 | ロス・ゲレーロス・デル・インフェルノ （ウルティモ・ゲレーロ & レイ・ブカネロ）             | 3        | 2004年3月19日  | メキシコシティ       |
| 第19代 | ブルー・パンテル & アトランティス                                                          | 1        | 2004年6月25日  | メキシコシティ       |
| 第20代 | ロス・イホス・デル・アベルノ （メフィスト & アベルノ）                                     | 1        | 2005年4月1日   | メキシコシティ       |
| 第21代 | ネグロ・カサス & ミスティコ（2代目）                                                       | 1        | 2006年4月14日  | メキシコシティ       |
| 第22代 | ドクトル・ワグナー・ジュニア & ウルティモ・ゲレーロ                                        | 1        | 2007年7月13日  | メキシコシティ       |
| 第23代 | ネグロ・カサス & ミスティコ（2代目）                                                       | 2        | 2007年7月20日  | メキシコシティ       |
| 第24代 | ロス・ゲレーロス・デ・ラ・アトランティダ （アトランティス & ウルティモ・ゲレーロ）         | 1        | 2007年11月2日  | メキシコシティ       |
| 第25代 | ロス・イホス・デル・アベルノ （メフィスト & アベルノ）                                     | 2        | 2008年2月1日   | メキシコシティ       |
| 第26代 | エクトール・ガルサ & ミスティコ（2代目）                                                   | 1        | 2008年3月10日  | プエブラ州プエブラ   |
| 第27代 | エクトール・ガルサ & ミスティコ（2代目）                                                   | 2        | 2008年5月23日  | メキシコシティ       |
| 第28代 | ロス・イホス・デル・アベルノ （メフィスト & アベルノ）                                     | 3        | 2008年12月7日  | メキシコシティ       |
| 第29代 | ボラドール・ジュニア & ラ・ソンブラ                                                        | 1        | 2009年1月16日  | メキシコシティ       |
| 第30代 | エクトール・ガルサ & ミステル・アギラ                                                      | 1        | 2010年7月16日  | メキシコシティ       |
| 第31代 | ロス・ゲレーロス・ラグネロス （ウルティモ・ゲレーロ & ドラゴン・ロホ・ジュニア）           | 2        | 2010年11月2日  | メキシコシティ       |
| 第32代 | アトランティス & ディアマンテ・アスル                                                      | 1        | 2012年8月3日   | メキシコシティ       |
| 第33代 | エル・テリブレ & タマ・トンガ                                                              | 1        | 2012年11月13日 | メキシコシティ       |
| 第34代 | ラ・フィエブレ・アマリージャ （獣神サンダー・ライガー & 棚橋弘至）                         | 1        | 2013年7月5日   | 後楽園ホール         |
| 第35代 | レイ・ブカネロ & タマ・トンガ                                                              | 1        | 2013年9月14日  | 後楽園ホール         |
| 第36代 | ロス・インゴベルナブレス （ラ・マスカラ & ルーシュ）                                       | 1        | 2013年10月18日 | メキシコシティ       |
| 第37代 | ネグロ・カサス & ショッカー                                                                | 1        | 2014年6月13日  | メキシコシティ       |
| 第38代 | スカイ・チーム （バリエンテ & ボラドール・ジュニア）                                       | 1        | 2018年3月16日  | メキシコシティ       |
| 第39代 | ロス・インゴベルナブレス （エル・テリブレ & ルーシュ）                                     | 1        | 2018年7月13日  | メキシコシティ       |
| 第40代 | バリエンテ & ディアマンテ・アスル                                                          | 1        | 2018年11月18日 | メキシコシティ       |
| 第41代 | ロス・ゲレーロス・ラグネロス （エウフォリア & グラン・ゲレーロ）                           | 1        | 2019年5月31日  | メキシコシティ       |
| 第42代 | カリスティコ & ミスティコ（3代目）                                                         | 1        | 2019年11月1日  | メキシコシティ       |
| 第43代 | ボラドール・ジュニア & タイタン                                                            | 1        | 2021年9月29日  | メキシコシティ       |
| 第44代 | ロス・ヌエボス・インゴベルナブレス （ニエブラ・ロハ & アンヘル・デ・オロ）                 | 1        | 2022年1月23日  | メキシコシティ       |